# Johann Gerhard Koenig
Johann Gerhard Koenig (29 novembre 1728 – 26 giugno 1785) è stato un medico e botanico tedesco.
| J.Koenig è l'abbreviazione standard utilizzata per le piante descritte da Johann Gerhard Koenig. Consulta l'elenco delle piante assegnate a questo autore dall'IPNI. |

| Controllo di autorità | VIAF (EN) 57765725 · ISNI (EN) 0000 0000 1954 7306 · CERL cnp00855189 · LCCN (EN) nb2011024790 · GND (DE) 132153696 · BNF (FR) cb10550432s (data) |